# Josep Maragues
Josep Cholo Maragues (* 14. April 1963 in Andorra La Vella), auch in der Schreibweise Josep Cholo oder Cholo Maragues, ist ein ehemaliger andorranischer Fußballspieler auf der Position eines Verteidigers. Er war zuletzt für den FC Santa Coloma und die andorranische Fußballnationalmannschaft aktiv.

## Karriere

### Verein
Seine Vereinskarriere begann Maragues in seiner andorranischen Heimat, wo er ab dem Jahr 1996 im Kader des Erstligisten CE Principat aus der Hauptstadt Andorra la Vella stand. Ob er dem Verein bereits davor angehörte, ist aus den Quellen ebenso nicht ersichtlich wie genaue Daten über die Anzahl seiner Einsätze. Hier wurde er, an der Seite von Ricard Imbernon, Felix Álvarez und Stürmer Jordi Bazan, in der Saison 1996/97 erstmals andorranischer Landesmeister. Zudem gewann er mit den Sieg im Finale des Nationalen Pokals, gegen die Mannschaft von UE Sant Julià (7:0), auch sein einziges Double der Vereinskarriere. Über den weiteren Verlauf seiner Vereinskarriere bis zum Jahr 2003, findet sich in den Quellen keine Informationen. Ab der Saison 2003/04 gehörte er dem Kader des Hauptstadtklubs FC Santa Coloma an, wo er an der Seite von Daniel Ferrón, Jesús Lucendo und Stürmer Joan Toscano die andorranische Meisterschaft gewann. Auch im Finale des Landespokal, gegen die Mannschaft von UE Sant Julià, gewann die Auswahl knapp mit 1:0 und somit das Double. Im Finale des Supercups hingegen unterlag er mit der Mannschaft, gegen selbigen Gegner, mit 1:2. Ob Maragues seine Vereinskarriere nach Ablauf der Saison 2004 beendete, weiterhin im Kader von FC Santa Coloma verblieb oder zu einem anderen Verein wechselte und dort seine Karriere fortführte, ist nicht bekannt.

### Nationalmannschaft
Sein Debüt für die andorranische Fußballnationalmannschaft gab Maragues am 13. November 1996, im Freundschaftsspiel unter Trainer Isidre Codina, gegen die Auswahl von Estland (1:6). Es war das erste Länderspiel der La Tricolor überhaupt und Maragues gehört, neben 15 weiteren Spielern, zu jenen die erstmals auf Internationaler Ebene für das Land aufliefen. Er selbst war dabei neben Félix Álvarez, Jordi Bazan und Albert Carnice einer der Spieler des CE Principat, der in die Reihen der Nationalmannschaft berufen wurde. Die Partie sollte jedoch sein einziger Einsatz im Trikot der La Tricolor bleiben.

### Erfolge
- Andorranischer Meister (2): 1997, 2004
- Andorranischer Pokalsieger (2): 1997, 2004